# Dynastes hyllus
Dynastes hyllus är en skalbaggsart som beskrevs av Louis Alexandre Auguste Chevrolat 1843. Dynastes hyllus ingår i släktet herkulesbaggar, och familjen Dynastidae. Inga underarter finns listade i Catalogue of Life.

## Bildgalleri

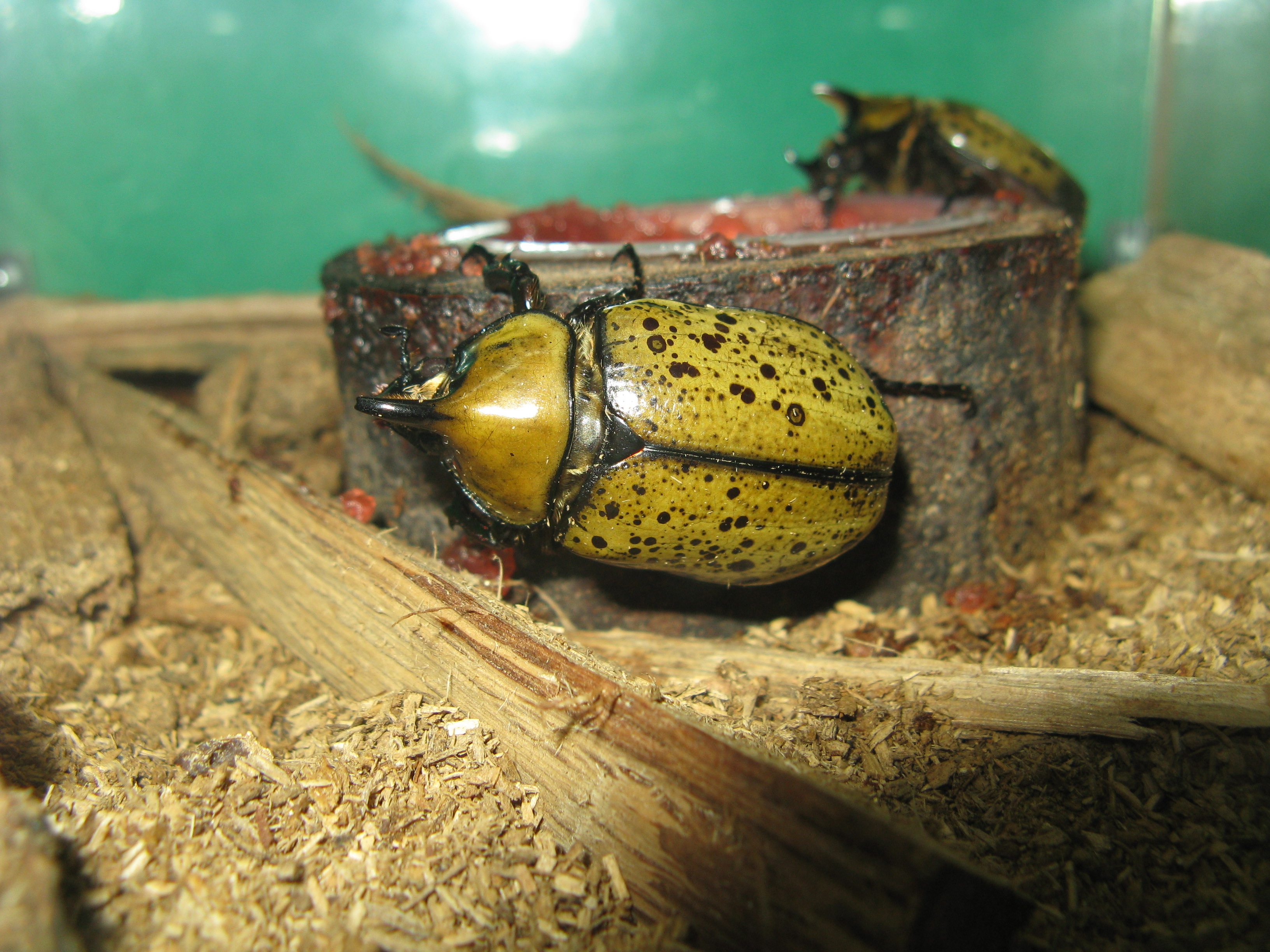